# Rio Open 2025
Il Rio Open 2025 è stato un torneo di tennis disputato sulla terra rossa. Si è trattato della 11ª edizione del Rio Open, facente parte dell'ATP Tour 500 nell'ambito dell'ATP Tour 2025. Si è giocato al Jockey Club Brasileiro di Rio de Janeiro, in Brasile, dal 17 al 23 febbraio 2025.

## Partecipanti al singolare

### Teste di serie
| Nazionalità | Giocatore               | Ranking* | Testa di serie |
| ----------- | ----------------------- | -------- | -------------- |
| Germania    | Alexander Zverev        | 2        | 1              |
| Italia      | Lorenzo Musetti         | 16       | 2              |
| Cile        | Alejandro Tabilo        | 27       | 3              |
| Argentina   | Francisco Cerúndolo     | 28       | 4              |
| Argentina   | Sebastián Báez          | 31       | 5              |
| Cile        | Nicolás Jarry           | 40       | 6              |
| Spagna      | Pedro Martínez          | 41       | 7              |
| Argentina   | Tomás Martín Etcheverry | 44       | 8              |

* Ranking al 10 febbraio 2025.

### Altri partecipanti
I seguenti giocatori hanno ricevuto una wild card per il tabellone principale:
- Gustavo Heide
- Felipe Meligeni Alves
- Thiago Monteiro

Il seguente giocatore è entrato in tabellone come Special Exempt:
- João Fonseca

I seguenti giocatori sono passati dalle qualificazioni:

- Tomás Barrios Vera
- Juan Manuel Cerúndolo
- Tseng Chun-hsin
- Hugo Dellien

Il seguente giocatore è entrato in tabellone come lucky loser:
- Camilo Ugo Carabelli
- Román Andrés Burruchaga
- Jaime Faria

### Ritiri
Prima del torneo
- Alejandro Davidovich Fokina → sostituito da  Camilo Ugo Carabelli
- Holger Rune → sostituito da  Sumit Nagal

## Partecipanti al doppio

### Teste di serie
| Nazione     | Giocatore       | Nazione     | Giocatore       | Ranking* | Testa di serie |
| ----------- | --------------- | ----------- | --------------- | -------- | -------------- |
| Argentina   | Máximo González | Argentina   | Andrés Molteni  | 61       | 1              |
| Uruguay     | Ariel Behar     | Stati Uniti | Robert Galloway | 66       | 2              |
| Francia     | Sadio Doumbia   | Francia     | Fabien Reboul   | 66       | 3              |
| Stati Uniti | Austin Krajicek | Stati Uniti | Rajeev Ram      | 71       | 4              |

* Ranking aggiornato al 10 febbraio 2025.

### Altri partecipanti
Le seguenti coppie di giocatori hanno ricevuto una wildcard per il tabellone principale:
- Marcelo Demoliner /  Fernando Romboli
- Orlando Luz /  Felipe Meligeni Alves

La seguente coppia di giocatori è passata dalle qualificazioni:
- Francisco Cabral /  Jean-Julien Rojer

### Ritiri
Prima del torneo
- Sander Gillé /  Jan Zieliński → sostituiti da  Roberto Carballés Baena /  Alexandre Müller

## Punti
| Evento    | V   | F   | SF  | QF  | 2T   | 1T | Q  | Q2 | Q1 |
| Singolare | 500 | 330 | 200 | 100 | 50   | 0  | 25 | 13 | 0  |
| Doppio    | 500 | 300 | 180 | 90  | N.D. | 0  | 45 | 25 | 0  |

## Montepremi
| Evento    | V        | F        | SF       | QF      | 2T      | 1T      | Q2   | Q1   |
| Singolare | 448090 $ | 241100 $ | 128490 $ | 65645 $ | 35040 $ | 18690 $ | $    | $    |
| Doppio*   | 147190 $ | 78490 $  | 39710 $  | 19860 $ | N.D.    | 10280 $ | N.D. | N.D. |

* per team

## Campioni

### Singolare
Sebastián Báez ha sconfitto in finale  Alexandre Müller con il punteggio di 6–2, 6–3.
- È il settimo titolo in carriera per Báez, il primo in stagione.

### Doppio
Rafael Matos /  Marcelo Melo hanno sconfitto in finale  Pedro Martínez /  Jaume Munar con il punteggio di 6–2, 7–5.